# Agrigan
As-Gadao je mali otok uz južnu obalu otoka Guam. S kopnom je povezan koraljnim grebenom Merizo.